# Strage di Niccioleta
La strage di Niccioleta è stato un eccidio nazifascista occorso a Niccioleta, frazione del comune di Massa Marittima, e Castelnuovo Val di Cecina tra il 13 ed il 14 giugno 1944 e durante il quale furono massacrati 83 uomini.

## Contesto
Il 9 giugno una squadra partigiana entrò nella frazione di Niccioleta. Gli antifascisti del luogo, pensando che il fatto costituisse l'avvisaglia di un'imminente liberazione da parte degli Alleati, scesero in strada festeggiando. Poco dopo i pochi fascisti locali furono rinchiusi agli arresti domiciliari mentre veniva costituita una sorte di milizia locale di autodifesa antifascista. Poche ore dopo i partigiani ripresero la loro marcia lasciando Niccioleta, mentre gli antifascisti locali compilavano delle liste per stabilire i turni di guardia alle case dei repubblichini e agli accessi al paese. Alcune delle mogli dei fascisti riuscirono però ad eludere i controlli dei partigiani e a fuggire verso un vicino presidio nazifascista e ad avvisare di quanto stava avvenendo a Niccioleta. 

## Descrizione dell'evento
Il 13 giugno 1944, il 3. Polizei-Freiwilligen-Bataillon Italien, un reparto di polizia militare composto da ufficiali tedeschi e soldati italiani, giunse a Niccioleta per punire i suoi abitanti che, come in molte zone del grossetano, avevano rifiutato di presentarsi ai posti di polizia fascisti e tedeschi di Massa Marittima, in seguito ad un manifesto affisso in tutti i comuni della provincia di Grosseto, firmato da Giorgio Almirante. Sei minatori (Ettore Sargentoni, con i figli Aldo e Alizzardo, Rinaldo Baffetti, Bruno Barabissi e Antimo Ghigi) vennero fucilati subito nel piccolo cortile dietro il forno della dispensa, largo non più di tre metri. Il minatore Giovanni Gai riuscì a fuggire nella macchia, grazie ad un attimo di distrazione di un fascista di Porto Santo Stefano, Aurelio Picchianti, che si stava arrotolando una sigaretta. 
Successivamente i nazisti trovarono le liste con i nomi di quanti avrebbero partecipato alle ronde e così circa 150 minatori furono portati a Castelnuovo di Val di Cecina. Qui il gruppo dei prigionieri fu rinchiuso nel locale cinema mentre gli ufficiali nazisti e fascisti ne decretavano la sorte: chi era sulla lista sarebbe stato fucilato, i giovani deportati in Germania e gli anziani rimandati a casa.
Quella stessa notte, mentre gli uomini di Niccioleta continuavano a rimanere rinchiusi nel cinema, i nazisti fucilarono nei pressi di Castelnuovo Val di Cecina un gruppo di partigiani, noti come la "banda di Ariano", attivi nella zona di Volterra: Gianluca Spinola, Vittorio Vargiu, Franco Stucchi Prinetti e Francesco Piredda. 
La sera del 14 giugno 77 minatori vennero giustiziati a colpi di mitragliatrice sulla strada per Larderello, nei pressi della centrale elettrica.

## Conseguenze
Il CLN di Massa Marittima aprì un'inchiesta, condotta dall’avvocato Tommaso Ferrini. Dopo una lunga istruttoria il giorno 7 novembre 1948 iniziò il processo davanti alla Corte d’Assise di Pisa che si concluse con la condanna, pronunciata il 19 novembre, di alcuni fascisti di Niccioleta per collaborazionismo ed omicidio. Non furono mai perseguiti coloro avevano ordinato ed eseguito la strage, il tenente Emil Block e le truppe tedesche ed italiane sotto il suo comando.

## Commemorazioni
A Niccioleta, lungo il muro del locale dove furono fucilati sei minatori, è stata scoperta una lapide a loro ricordo.
Sul luogo della strage dove furono uccisi i 77 minatori è stata realizzata una composizione monumentale costituita da una serie di lapidi con i nomi delle vittime. A Castelnuovo Val di Cecina è stata scoperta una lapide presso il cimitero per i quattro della "banda di Ariano".